# Karin Henkel
Karin Henkel (* 15. August 1970 in Köln) ist eine deutsche Theaterregisseurin.

## Leben
In Köln und Lübeck aufgewachsen studierte Henkel nach ihrem Schulabschluss im Jahr 1989 Geschichte und Germanistik in Hamburg. Nach dem Abbruch ihres Studiums nahm sie am Hessischen Staatstheater Wiesbaden eine Stelle als Regieassistentin an, und 1993 gab sie ebendort mit Collin Serreaus Hase Hase ihr Regiedebüt. Es folgte noch im selben Jahr eine Regieassistenz am Wiener Burgtheater, wo sie unter dem Direktorat von Claus Peymann zunächst als Assistentin von George Tabori fungierte, sich jedoch bereits 1994 mit ihrer Inszenierung von Elfriede Jelineks Die Ausgesperrten (eigene Bühnenfassung) im Vestibül für eigene Arbeiten an größeren Bühnen empfahl. 1995 schließlich konnte sie im Alter von 25 Jahren als bis dato jüngste Spielleiterin überhaupt eine Regiearbeit am Akademietheater vorlegen.
Leander Haußmann holte Karin Henkel in seiner Intendanz ans Schauspielhaus Bochum, an dem sie auch unter seinem Nachfolger Matthias Hartmann inszenierte. Weitere Stationen waren das Thalia Theater, das Deutsche Schauspielhaus in Hamburg sowie das Berliner Ensemble, das Schauspielhaus Zürich und das Theater Bremen.
2016 wurde bekannt gegeben, dass Henkel 2017 erstmals bei den Salzburger Festspielen inszenieren wird. Sie hat bei dem Stück Rose Bernd von Gerhart Hauptmann die Regie geführt. Beim Auftakt des Berliner Theatertreffens 2018 bekam die Regisseurin den mit 20.000 Euro dotierten Theaterpreis Berlin in einem Festakt überreicht.

## Inszenierungen (Auswahl)
- 1993: Hase, Hase von Coline Serreau, Wiesbaden
- 1995: Kabale und Liebe von Friedrich Schiller, Wiener Burgtheater
- 1996: Eines langen Tages Reise in die Nacht von Eugene O’Neill, Schauspielhaus Bochum
- 1997: Der nackte Wahnsinn von Michael Frayn, Schauspielhaus Bochum
- 1999: Woyzeck von Georg Büchner, Schauspielhaus Zürich
- 2000: Rausch von August Strindberg, Schauspielhaus Bochum
- 2001: Kinder der Sonne von Maxim Gorki, Schauspielhaus Bochum
- 2001: Sommergäste von Maxim Gorki, Schauspiel Leipzig
- 2002: Vier Bilder von der Liebe von Lukas Bärfuss, Schauspielhaus Bochum
- 2002: Maria Stuart von Friedrich Schiller, Schauspiel Leipzig
- 2003: Endstation Sehnsucht von Tennessee Williams, Theater Bremen
- 2004: Das weite Land von Arthur Schnitzler, Schauspielhaus Zürich
- 2004: Miss Sara Sampson von Gotthold Ephraim Lessing, Schauspiel Leipzig
- 2005: König Lear von William Shakespeare, Theater Bremen
- 2005: Platonow von Anton Tschechow, Staatstheater Stuttgart (eingeladen zum Berliner Theatertreffen 2006)
- 2006: Medea von Franz Grillparzer, Deutsches Schauspielhaus Hamburg
- 2006: Die Ratten von Gerhart Hauptmann, Schauspiel Leipzig
- 2007: Liliom von Ferenc Molnár, Staatstheater Stuttgart
- 2007: Die Komödie der Verführung von Arthur Schnitzler, Deutsches Schauspielhaus Hamburg
- 2007: Amphitryon von Heinrich von Kleist, Schauspielhaus Düsseldorf
- 2007: Minna von Barnhelm von Gotthold Ephraim Lessing, Deutsches Schauspielhaus Hamburg
- 2008: Der Menschenfeind von Molière, Schauspiel Köln
- 2008: Der Fall der Götter nach dem Drehbuch zum Film „Die Verdammten“ von Nicola Badalucco, Enrico Medioli und Luchino Visconti, Schauspielhaus Düsseldorf
- 2008: Penthesilea von Heinrich von Kleist, Staatstheater Stuttgart
- 2009: Gefährliche Liebschaften von Christopher Hampton, Deutsches Theater Berlin
- 2009: Drei Schwestern von Anton Tschechow, Schauspiel Frankfurt
- 2009: Glaube, Liebe, Hoffnung von Ödön von Horváth, Deutsches Schauspielhaus Hamburg
- 2010: Alkestis von Euripides (Übersetzung: Walter Jens), Schauspielhaus Zürich
- 2010: Sommergäste/Nachtasyl von Maxim Gorki, Münchner Kammerspiele
- 2010: Viel Lärm um nichts von William Shakespeare (Übersetzung: Angela Schanelec), Schauspielhaus Zürich
- 2011: Der Kirschgarten von Anton Tschechow, Schauspiel Köln (eingeladen zum Berliner Theatertreffen 2011)
- 2011: Macbeth von William Shakespeare, Münchner Kammerspiele
- 2011: Die Wildente von Henrik Ibsen, Schauspiel Frankfurt
- 2012: Geschichten aus dem Wienerwald von Ödön von Horváth, Schauspielhaus Zürich
- 2012: Der Idiot von Fjodor Dostojewski, Schauspiel Köln
- 2012: Die Ratten von Gerhart Hauptmann, Schauspiel Köln
- 2013: Elektra nach Sophokles/Hofmannsthal/Aischylos/Euripides, Schauspielhaus Zürich (Schiffbau/Halle)
- 2013: Amphitryon und sein Doppelgänger nach Heinrich von Kleist, Schauspielhaus Zürich
- 2014: Schuld nach Fjodor Dostojewski, Deutsches Schauspielhaus Hamburg
- 2014: Dogville nach Lars von Trier, Schauspiel Frankfurt
- 2014: John Gabriel Borkman von Henrik Ibsen, Deutsches Schauspielhaus Hamburg (eingeladen zum Berliner Theatertreffen 2015)
- 2015: Roberto Zucco von Bernard-Marie Koltès, Schauspielhaus Zürich
- 2015: Schuld und Sühne nach Fjodor Dostojewski, Deutsches Schauspielhaus Hamburg
- 2015: Die zehn Gebote nach dem Filmzyklus „Dekalog“ von Krzysztof Kieślowski, Schauspielhaus Zürich (Schiffbau)
- 2015: Die Affäre Rue de Lourcine von Eugène Labiche, Deutsches Theater Berlin
- 2016: Eines langen Tages Reise in die Nacht von Eugene O’Neill, Deutsches Schauspielhaus Hamburg
- 2017: Onkel Wanja von Anton Tschechow, Schauspielhaus Zürich
- 2017: Rose Bernd von Gerhart Hauptmann, Salzburger Festspiele / Deutsches Schauspielhaus Hamburg
- 2017: Beute Frauen Krieg von Karin Henkel, Schauspielhaus Zürich (Schiffbau) (eingeladen zum Berliner Theatertreffen 2018)
- 2018: Rom nach „Coriolan“, „Julius Cäsar“ und „Antonius und Cleopatra“ von William Shakespeare, Deutsches Theater Berlin
- 2018: Drei Schwestern von Anton Tschechow, Deutsches Theater Berlin
- 2019: Die grosse Gereiztheit nach Der Zauberberg von Thomas Mann, Schauspielhaus Zürich[5]
- 2019: Geschichten aus dem Wiener Wald von Ödön von Horváth, Schauspielhaus Bochum[6]
- 2020: Medea nach Euripides, Residenztheater München[7]
- 2021: Richard the Kid & the King nach William Shakespeare, Salzburger Festspiele in Kooperation mit dem Deutschen Schauspielhaus Hamburg
- 2022: Auslöschung. Ein Zerfall von Thomas Bernhard, Deutsches Theater Berlin[8]
- 2023: Liebe (Amour) nach dem Film von Michael Haneke, Münchner Kammerspiele (Voraufführung bei den Salzburger Festspielen)
- 2024: Das Schloß nach Franz Kafka, Residenztheater München
- 2024: Hamlet von William Shakespeare, Burgtheater Wien[9]

## Auszeichnungen
- 2005: Einladung ihrer Inszenierung von Platonow (Staatstheater Stuttgart) zum Berliner Theatertreffen
- 2006: Caroline-Neuber-Preis der Stadt Leipzig[1]
- 2011: Einladung ihrer Inszenierung von Der Kirschgarten (Schauspiel Köln) zum Berliner Theatertreffen
- 2012: Einladung ihrer Inszenierung von Macbeth (Münchner Kammerspiele) zum Berliner Theatertreffen
- 2013: Einladung ihrer Inszenierung von Die Ratten zum Berliner Theatertreffen (Schauspiel Köln)
- 2014: Einladung ihrer Inszenierung von Amphitryon und sein Doppelgänger (Schauspielhaus Zürich) zum Schweizer Theatertreffen
- 2014: Einladung ihrer Inszenierung von Amphitryon und sein Doppelgänger (Schauspielhaus Zürich) zum Berliner Theatertreffen
- 2015: Einladung ihrer Inszenierung von John Gabriel Borkmann (Schauspielhaus Hamburg) zum Berliner Theatertreffen
- 2018: Einladung ihrer Inszenierung von Beute Frauen Krieg (Schauspielhaus Zürich) zum Berliner Theatertreffen
- 2018: Theaterpreis Berlin